# Міжнародна рада традиційної музики
Міжнародна рада з традиційної музики (ICTM) — це наукова неурядова організація, яка зосереджується на вивченні, практиці, документуванні, збереженні та поширенні традиційної музики й танцю всіх країн. Заснована в Лондоні 22 вересня 1947 року, вона публікує Щорічник традиційної музики раз на рік і Бюлетень ICTM тричі на рік. Раніше організація була відома як Міжнародна рада народної музики (IFMC).
Як неурядова організація, що має офіційні консультативні стосунки з ЮНЕСКО та завдяки своєму широкому міжнародному представництву та діяльності своїх дослідницьких груп, Міжнародна рада з традиційної музики діє як зв'язок між різними культурами.

## Публікації
- Щорічник традиційної музики (спочатку відомий як журнал Міжнародної ради народної музики з 1949—1958 рр.)
- Бюлетень ICTM (спочатку відомий як Бюлетень IFMC)

## Всесвітня мережа
Рада представлена особами, які називаються офіцерами зв'язку, та представниками організацій, які називаються національними та регіональними комітетами. Усі вони діють як сполучні ланки між Радою та спільнотою осіб та організацій, пов'язаних із традиційною музикою та танцями у своїй країні чи регіоні.
Станом на січень 2019 року Міжнародна рада з традиційної музики офіційно представлена в 129 країнах і регіонах.